# Bretoncelles
Bretoncelles est une commune française, située dans le département de l'Orne en région Normandie, peuplée de 1 462 habitants. Elle fait partie du parc naturel régional du Perche et de la communauté de communes Cœur du Perche.

## Géographie

### Localisation
La commune est située dans le Perche. Son bourg est à 9 km à l'est de Rémalard, à 11 km à l'ouest de La Loupe et à 14 km au nord-est de Nogent-le-Rotrou. Il est desservi par la gare de Bretoncelles, située sur la ligne Paris - Chartres - Nogent-le-Rotrou - Le Mans.
Bretoncelles est traversée par le Paris-Le Mans.
Couvrant 4 025 hectares, le territoire communal était, avant les fusions de communes provoquées par la réforme des collectivités territoriales au milieu des années 2010, le plus étendu du canton de Rémalard et le second de l'arrondissement de Mortagne-au-Perche.
| Moutiers-au-Perche                                                           | La Madeleine-Bouvet                                      | Le Pas-Saint-l'Homer, Meaucé (28) |
| Rémalard-en-Perche (comm. dél. de Dorceau)                                   | Bretoncelles                                             | Vaupillon (28)                    |
| Saint-Germain-des-Grois, Sablons-sur-Huisne (comm. dél. de Condé-sur-Huisne) | Sablons-sur-Huisne (comm. dél. de Coulonges-les-Sablons) | Saint-Victor-de-Buthon (28)       |

### Géologie et relief
Le point culminant (266 m) se situe au sud-est, près du lieu-dit la Grande Forêt. Le point le plus bas (120 m) correspond à la sortie de la Corbionne du territoire, au sud.

### Hydrographie
La commune est traversée par la ligne de partage des eaux entre les bassins hydrographiques Seine-Normandie et Loire-Bretagne. Elle est drainée par la Corbionne, la Donnette, le fossé 01 de la Fouardière, le ruisseau de Coulonges et le ruisseau la Ribaille,,.
La Corbionne, d'une longueur de 25 km, prend sa source dans la commune de Longny les Villages et se jette  dans l'Huisne à Sablons sur Huisne, après avoir traversé six communes. Les caractéristiques hydrologiques de la Corbionne sont données par la station hydrologique située sur la commune de Bretoncelles. Le débit moyen mensuel est de 0,971 m3/s. Le débit moyen journalier maximum est de 8,79 m3/s, atteint lors de la crue du 2 mars 2020. Le débit instantané maximal est quant à lui de 12,7 m3/s, atteint le 23 février 2024.
La Donnette, d'une longueur de 11 km, prend sa source dans la commune du Pas-Saint-l'Homer et se jette  dans la Corbionne sur la commune, après avoir traversé cinq communes.

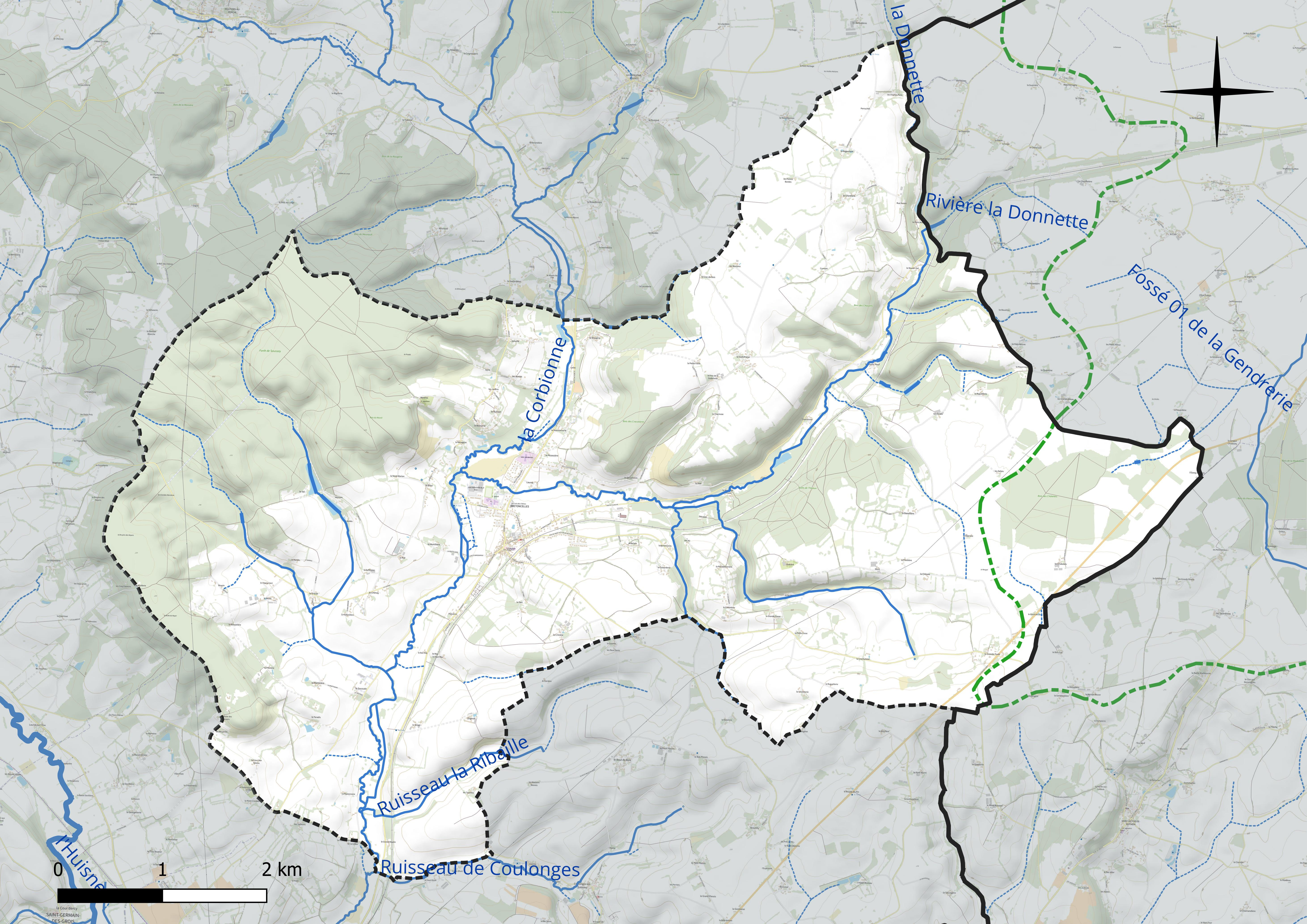
Réseau hydrographique de Bretoncelles.

### Climat
Pour des articles plus généraux, voir Climat de la Normandie et Climat de l'Orne.
En 2010, le climat de la commune est de type climat océanique dégradé des plaines du Centre et du Nord, selon une étude du CNRS s'appuyant sur une série de données couvrant la période 1971-2000. En 2020, Météo-France publie une typologie des climats de la France métropolitaine dans laquelle la commune est exposée à un climat océanique altéré et est dans la région climatique Normandie (Cotentin, Orne), caractérisée par une pluviométrie relativement élevée (850 mm/a) et un été frais (15,5 °C) et venté. Parallèlement le GIEC normand, un groupe régional d’experts sur le climat, différencie quant à lui, dans une étude de 2020, trois grands types de climats pour la région Normandie, nuancés à une échelle plus fine par les facteurs géographiques locaux. La commune est, selon ce zonage, exposée à un « climat contrasté des collines », correspondant au Pays d'Ouche et au Perche et bénéficiant d’un caractère continental affirmé avec des précipitations atténuées et des amplitudes thermiques fortes.
Pour la période 1971-2000, la température annuelle moyenne est de 10,3 °C, avec une amplitude thermique annuelle de 14 °C. Le cumul annuel moyen de précipitations est de 761 mm, avec 12,4 jours de précipitations en janvier et 7,8 jours en juillet. Pour la période 1991-2020, la température moyenne annuelle observée sur la station météorologique la plus proche, située sur la commune de La Loupe à 10 km à vol d'oiseau, est de 11,0 °C et le cumul annuel moyen de précipitations est de 718,0 mm,. Pour l'avenir, les paramètres climatiques de la commune estimés pour 2050 selon différents scénarios d’émission de gaz à effet de serre sont consultables sur un site dédié publié par Météo-France en novembre 2022.

## Urbanisme

### Typologie
Au 1er janvier 2024, Bretoncelles est catégorisée bourg rural, selon la nouvelle grille communale de densité à sept niveaux définie par l'Insee en 2022.
Elle est située hors unité urbaine. Par ailleurs la commune fait partie de l'aire d'attraction de Nogent-le-Rotrou, dont elle est une commune de la couronne,. Cette aire, qui regroupe 25 communes, est catégorisée dans les aires de moins de 50 000 habitants,.

### Occupation des sols
L'occupation des sols de la commune, telle qu'elle ressort de la base de données européenne d’occupation biophysique des sols Corine Land Cover (CLC), est marquée par l'importance des territoires agricoles (67 % en 2018), une proportion sensiblement équivalente à celle de 1990 (67,1 %). La répartition détaillée en 2018 est la suivante : 
terres arables (34,2 %), prairies (32,4 %), forêts (31,7 %), zones urbanisées (1,3 %), zones agricoles hétérogènes (0,4 %). L'évolution de l’occupation des sols de la commune et de ses infrastructures peut être observée sur les différentes représentations cartographiques du territoire : la carte de Cassini (XVIIIe siècle), la carte d'état-major (1820-1866) et les cartes ou photos aériennes de l'IGN pour la période actuelle (1950 à aujourd'hui).

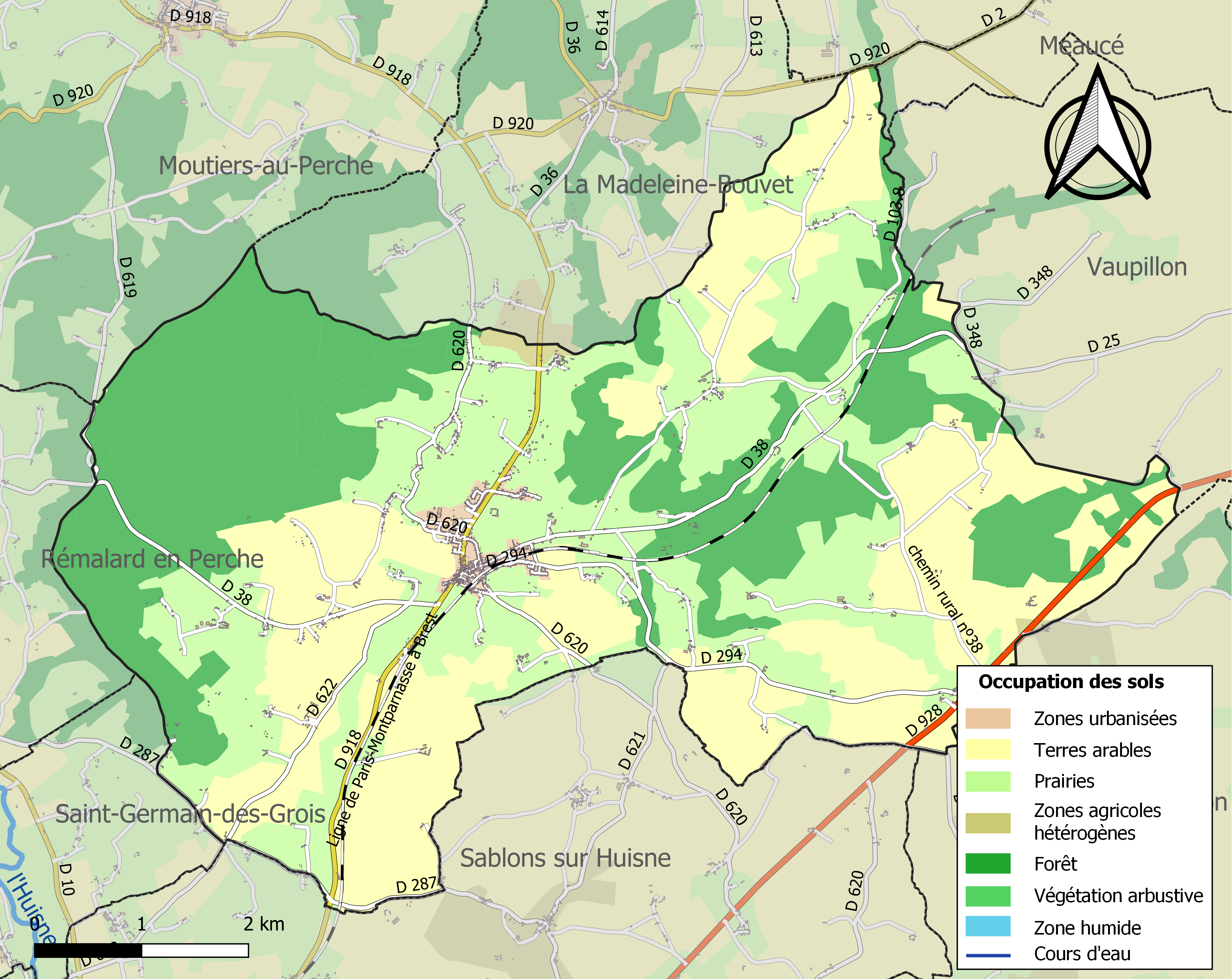
Carte des infrastructures et de l'occupation des sols de la commune en 2018 (CLC).

## Toponymie
Le nom du bourg est attesté sous la forme Bertoncelli en 1245. La  forme Bert(h)oncelles est régulièrement utilisée jusqu'au XVIIIe siècle. Puis, par attraction avec le mot Breton, la forme Bretoncelles se fixe définitivement au XIXe siècle.
Il serait issu d'un anthroponyme germanique Berto,, ou Berton, et du bas latin cella pouvant évoquer une « petite maison » ou un « monastère ».
Le gentilé est Bretoncellois.

### Hameaux et lieux-dits
Outre le bourg de Bretoncelles proprement dit, la commune se compose de 15 hameaux et de 107 lieux-dits. Leur appellation se rattache à trois grande catégories : une origine anthroponymique pour 60 d'entre eux ; une dénomination toponymique liée aux eaux et forêts pour 24 d'entre eux, et celles liées à l’agriculture pour 38 d'entre eux.

## Histoire
Des pierres taillées ou polies, notamment des silex, les plus vieilles datant d'il y a 25 000 ans, sont découvertes en grand nombre sur un terrain limitrophe de l'Orne et de l'Eure-et-Loir par un particulier qui en fait la collection entre les années 1960 et les années 2000 et en fait don à la médiathèque de Bretoncelles en 2022. Elles témoignent de la vie locale durant la Préhistoire. Les outils comprennent notamment des pointes de flèches, des grattoirs, des couteaux, des outils pour dépecer et des burins.
Au milieu du XIe siècle, un château sur motte est construit par Rotrou II de Nogent pour faire face au fief de Rémalard relevant du Thymerais.
À la création des cantons, Bretoncelles est chef-lieu de canton. Ce canton est supprimé lors du redécoupage cantonal de l'an IX (1801).
Le 21 novembre 1870, durant la guerre franco-allemande, eurent lieu les combats de la Fourche, de la Madeleine et de Bretoncelles où furent engagés le 49e régiment provisoire formé de la garde nationale mobile de l'Orne, le bataillon Finistère-Morbihan de la garde nationale mobile, composé de cinq compagnies de marche du Finistère et de deux compagnies de marche du Morbihan, du 9e bataillon de marche d'infanterie de marine composé de quatre compagnies de marche du 1er régiment d'infanterie de marine et du 10e bataillon de marche d'infanterie de marine composé de quatre autres compagnies de marche du 1er régiment d'infanterie de marine.
En décembre 1974, l'annonce de la fermeture de l'usine Piron, qui menace 86 emplois, déclenche un mouvement ouvrier qui dure deux ans. Les ouvriers décident de licencier leur patron, prennent le contrôle de la production et la poursuivent. Ce mode d'action n'est pas unique à l'époque et s'inscrit dans le prolongement de la grève de l'entreprise d'horlogerie Lip à Besançon, dont les ouvriers ont également adopté ce mode d'action au cours de l'affaire Lip à partir d'avril 1973. Cette tactique de l'occupation productive est fréquente dans le mouvement ouvrier des années 1960-1970,. Un administrateur provisoire de l'entreprise Piron est désigné fin décembre. En janvier 1975, les ouvriers occupent brièvement la mairie. L'entreprise Piron est finalement rachetée par la Sodem en février 1976. Cependant, seule une vingtaine d'ouvriers est réembauchée. Les deux syndicalistes à l'origine de la grève restent sans emploi et sont mis sur liste noire par les entreprises des environs : ils entament alors une grève de la faim en février 1979,.
Pour les 50 ans de la gréve de 1974, un spectacle Bretoncelles, si un jour ça se passait ainsi est mis sur pied pour le 17 septembre 2023. Mais à la suite de l'intervention de Corinne Piron, fille de Michel Piron, ancien patron de l'usine, le spectacle est annulé, le maire craignant des débordements. La représentation s'est toutefois tenue devant 300 personnes, sur un terrain privé, malgré les manœuvres de membres de la famille Piron qui tentaient d'empêcher leur arrivée, puis, au moyen de différents dispositifs sonores, de perturber le spectacle.

## Politique et administration

### Administration municipale
| Période                                  | Période   | Identité         | Étiquette | Qualité             |
| ---------------------------------------- | --------- | ---------------- | --------- | ------------------- |
| 1989                                     | mars 2014 | Patrick Pinloche | SE        | Médecin             |
| mars 2014                                | mars 2020 | David Lambert    | SE        | Artisan chocolatier |
| Les données manquantes sont à compléter. |           |                  |           |                     |

Le conseil municipal est composé de quinze membres dont le maire et quatre adjoints.

## Population et société

### Démographie
L'évolution du nombre d'habitants est connue à travers les recensements de la population effectués dans la commune depuis 1793. Pour les communes de moins de 10 000 habitants, une enquête de recensement portant sur toute la population est réalisée tous les cinq ans, les populations de référence des années intermédiaires étant quant à elles estimées par interpolation ou extrapolation. Pour la commune, le premier recensement exhaustif entrant dans le cadre du nouveau dispositif a été réalisé en 2007.
En 2022, la commune comptait 1 462 habitants, en évolution de −0,95 % par rapport à 2016 (Orne : −3,21 %, France hors Mayotte : +2,11 %).
Bretoncelles est la commune la plus peuplée du canton. Elle a compté jusqu'à 2 375 habitants en 1836.
| 1793  | 1800  | 1806  | 1821  | 1836  | 1841  | 1846  | 1851  | 1856  |
| ----- | ----- | ----- | ----- | ----- | ----- | ----- | ----- | ----- |
| 2 013 | 2 010 | 2 159 | 2 303 | 2 375 | 2 220 | 2 371 | 2 244 | 2 130 |

| 1861  | 1866  | 1872  | 1876  | 1881  | 1886  | 1891  | 1896  | 1901  |
| ----- | ----- | ----- | ----- | ----- | ----- | ----- | ----- | ----- |
| 2 095 | 1 985 | 1 915 | 1 879 | 1 769 | 1 679 | 1 710 | 1 620 | 1 562 |

| 1906  | 1911  | 1921  | 1926  | 1931  | 1936  | 1946  | 1954  | 1962  |
| ----- | ----- | ----- | ----- | ----- | ----- | ----- | ----- | ----- |
| 1 604 | 1 599 | 1 425 | 1 610 | 1 440 | 1 438 | 1 321 | 1 222 | 1 112 |

| 1968  | 1975  | 1982  | 1990  | 1999  | 2006  | 2007  | 2012  | 2017  |
| ----- | ----- | ----- | ----- | ----- | ----- | ----- | ----- | ----- |
| 1 215 | 1 285 | 1 270 | 1 221 | 1 343 | 1 400 | 1 408 | 1 464 | 1 487 |

| 2022  | - | - | - | - | - | - | - | - |
| ----- | - | - | - | - | - | - | - | - |
| 1 462 | - | - | - | - | - | - | - | - |

### Sports et loisirs
Le Football club bretoncellois fait évoluer une équipe de football en division de district.

## Culture locale et patrimoine

### Lieux et monuments

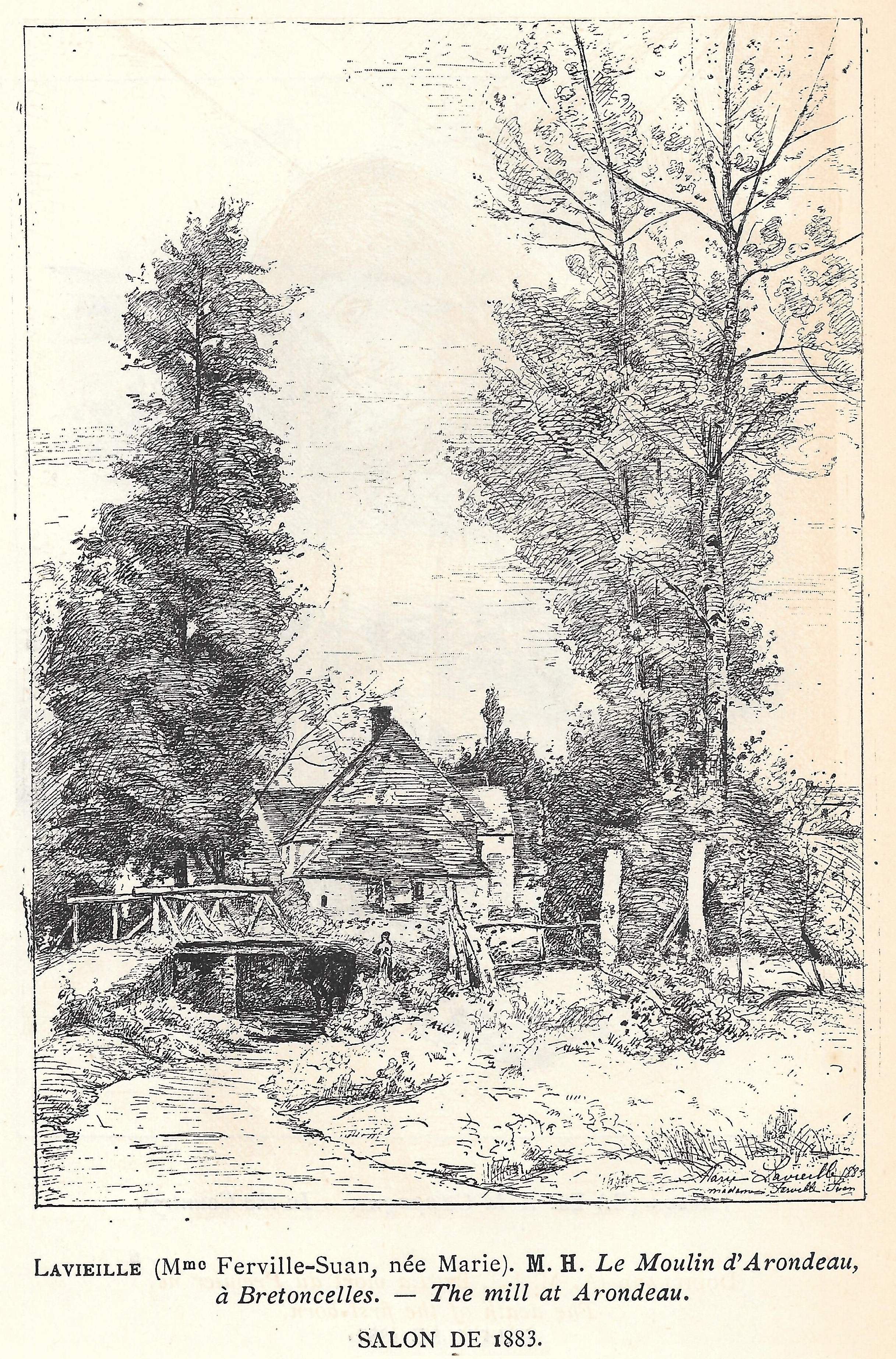
Marie Ernestine Lavieille - Le Moulin d'Arondeau - Salon de 1883.jpg.

- Église Saint-Pierre (Renaissance).
- La butte du Château. Vestiges d'une motte féodale[46] en forêt de Saussay.
- Manoir de la Dourdannerie.
- L'Aunay et sa maison de maître.
- Moulin Colas.
- Moulin d'Arrondeau.
- Logis du Noyer.
- Fournil de la Dougère.
- Croix de chemin de campagne de La Régeolière.

### Personnalités liées à la commune
- L'abbé Louis-Joseph Fret (1800 à Bretoncelles - 1843), historien du Perche[47].
- Eugène Lavieille (1820-1889) a séjourné à Bretoncelles où il a peint[Note 6], ainsi qu'à Moutiers-au-Perche dans les environs[48].
- Daniel Goulet (1928-2007), sénateur UMP, né dans la commune.

### Héraldique
| Blason de Bretoncelles | Blason  | D'azur au chevron d'argent accompagné en pointe de trois besants d'or mal ordonnés, celui de senestre abaissé. |
| Blason de Bretoncelles | Détails | Le statut officiel du blason reste à déterminer.                                                               |